# Pilar Cabero
Pilar Cabero (San Sebastián, Guipúzcoa, País Vasco, España, 17 de agosto de 1967) es una escritora española de novela romántica desde 2008, que escribe bajo su segundo apellido. También es pintora.

## Biografía
María Pilar Rodríguez Cabero nació el 17 de agosto de 1967 en San Sebastián, Guipúzcoa, País Vasco, España. Estudió en Rentería, dónde se casó y tuvo a sus dos hijos, aunque actualmente reside en otro pueblo costero de Guipúzcoa.
Logró publicar su primera novela en 2008, y desde entonces ha continuado publicando novelas ambientadas en el San Sebastián del siglo XVIII. Con Algo inesperado se estrena con novela contemporánea.
Entre las aficiones de Pilar se encuentra la pintura, en enero de 2012 fue la ganadora absoluta el 16º Certamen de Pintura organizado por Pinturas Iztieta, por su obra Entre luces.

### Novelas románticas históricas

#### Saga Izaguirre
1. A través del tiempo (2008/03)
2. Tiempo de hechizos (2009/06)

#### Saga Boudreaux
1. Asedio al corazón (2011/05)
2. Entre lo dulce y lo amargo (2012/09)
3. El destino también juega (2014/02)

Un refugio perfecto (2019)

### Novelas románticas contemporáneas
- Algo inesperado (2014/05)

### Relatos publicados
- Te amo (Atmósferas) (2009/05)
- Desde que tú llegaste (Dr. Jekyll y Mr. Hyde) (2009/11)
- Las vistas perdidas (Lurraldebus) (2009/11)
- Desde la biblioteca (La mirada del amor) (2012/04)
- El ladrón (La mirada del amor) (2012/04)
- El amor en tiempos del Facebook (Be my Valentine) (2013/02)
- Restaurando el pasado (Sueños de verano) (2013/07)
- En blanco (Experimento RH) (2013/12)